# Geissanthus occidentalis
Geissanthus occidentalis là một loài thực vật có hoa trong họ Anh thảo. Loài này được Cuatrec. mô tả khoa học đầu tiên năm 1951.